# Hermann Kirchhoff (Religionspädagoge)
Hermann Kirchhoff (* 11. April 1926 in Herbede; † 30. April 2012 in Nieheim) war ein deutscher katholischer Geistlicher und Religionspädagoge.
Kirchhoff studierte in Paderborn und München Katholische Theologie und empfing am 4. April 1954 im Paderborner Dom die Priesterweihe. Von 1956 bis 1961 war er geistlicher Rektor für das Bildungswerk Die Hegge in Warburg-Höxter. 1968 ging er als Dozent an die später in die RWTH Aachen eingegliederte PH Aachen, wo er bis 1988 als Professor für Religionspädagogik lehrte. 
Nach seiner Emeritierung wurde er Seelsorger in Grafenwöhr. Er ist vor allem als Erforscher des christlichen Brauchtums bekannt geworden.

## Veröffentlichungen
- Der Katechet und das Wort. Düsseldorf 1966.
- Christi Himmelfahrt bis Sankt Martin im christlichen Brauchtum. München 1986, ISBN 3-466-36256-3
- Was das Leben reich macht. Handgepäck für alle, die erziehen. München 1991, ISBN 3-466-36341-1
- Christliches Brauchtum. Feste und Bräuche im Jahreskreis. München 1995, ISBN 3-466-36416-7
- Grundgebete der Christen. München 1998, ISBN 3-466-36490-6
- Augenblicke des Lebens. Notizen und Erinnerungen. München 2007, ISBN 978-3-939905-15-8
- Sympathie für die Kreatur, Kösel Verlag, München 1987, ISBN 346636275X